# Станчо Колев
Станчо Іванов Колев (болг. Станчо Иванов Колев; нар. 11 квітня 1937, село Христіяново, Старозагорська область) — болгарський борець вільного стилю, дворазовий срібний та бронзовий призер чемпіонатів світу, бронзовий призер Кубку світу, дворазовий срібний призер Олімпійських ігор. Заслужений майстер спорту Болгарії.

## Життєпис
Виступав за спортивні клуби «Бероє» Стара Загора; ЦСКА Софія; «Академік» Софія.
Станчо Колев по два рази боровся у фіналах Олімпійських ігор та чемпіонатів світу, але чемпіоном так і не став. У 1959 році у фіналі чемпіонату світу в Тегерані поступився Мустафі Дагистанли з Туреччини. Наступного року на літніх Олімпійських іграх в Римі поступився першим місцем все ж тому турку Мустафі Дагистанли. На літніх Олімпійських іграх в Токіо чемпіоном став господар турніру Ватанабе Осаму, а Станчо Колев знову став другим. Нарешті на чемпіонаті світу наступного року в Манчестері програв іранцю Мохаммаду Ебрагіму Сейфпуру.
Мешкає в селі Плоска Могила, община Стара Загора. Одружений. Має сина, дочку та трьох онуків.

## Відзнаки
Об'явлений спортсменом XX століття Старої Загори. У 2000 році отримав звання почесного громадянина цього міста.

## Спортивні результати на міжнародних змаганнях

### Виступи на Олімпіадах
| Змагання                    | Збірна   | Вагова категорія          | Місце  |
| --------------------------- | -------- | ------------------------- | ------ |
| Літні Олімпійські ігри 1960 | Болгарія | вільна боротьба, до 62 кг | Срібло |
| Літні Олімпійські ігри 1964 | Болгарія | вільна боротьба, до 63 кг | Срібло |

### Виступи на Чемпіонатах світу
| Змагання                        | Збірна   | Вагова категорія          | Місце  |
| ------------------------------- | -------- | ------------------------- | ------ |
| Чемпіонат світу з боротьби 1959 | Болгарія | вільна боротьба, до 62 кг | Срібло |
| Чемпіонат світу з боротьби 1963 | Болгарія | вільна боротьба, до 63 кг | Бронза |
| Чемпіонат світу з боротьби 1965 | Болгарія | вільна боротьба, до 63 кг | Срібло |
| Чемпіонат світу з боротьби 1966 | Болгарія | вільна боротьба, до 63 кг | 6      |

### Виступи на Кубках світу
| Змагання                    | Збірна   | Вагова категорія          | Місце  |
| --------------------------- | -------- | ------------------------- | ------ |
| Кубок світу з боротьби 1958 | Болгарія | вільна боротьба, до 62 кг | Бронза |